# 胥洪誥
胥洪诰（？—1604年），字承明，山東兖州府阳谷县匠籍，明朝政治人物。

## 生平
萬曆二十五年（1597年）与弟胥洪猷同登丁酉科山东乡试舉人，二十六年（1598年）戊戌科進士，礼部觀政，官至刑部主事，二十九年丁憂歸，三十二年卒。